# دوور (ویرجینیا)
دوور (به انگلیسی: Dover) یک منطقهٔ مسکونی در ایالات متحده آمریکا است که در شهرستان لادن، ویرجینیا واقع شده‌است.